# 무기여 잘 있거라 (1932년 영화)
《무기여 잘 있거라》(영어: A Farewell to Arms)은 1932년에 개봉한 미국 영화이며 1929년에 출간된 어니스트 헤밍웨이의 동명 소설을 영화화한 것이다. 7회 아카데미 시상식에서 4개 부문(작품상, 촬영상, 미술상, 음향상)에 후보에 올라 이 중 촬영상과 음향상 2개 부문에서 수상했다.

## 줄거리
제1차 세계 대전 이탈리아 전선. 이탈리아 육군 구급차 운전수인 미국인 프레더릭 중위는 영국인 국제 적십자 간호사 캐서린를 좋아하게 된다. 그러나 친구인 이탈리아인 대위 리날디는 프레더릭 몰래 프레더릭은 전선으로, 캐서린은 밀라노로 가게 만든다.
포탄에 부상을 입은 프레더릭은 밀라노 병원으로 이송돼 캐서린과 재회한다. 프레더릭은 캐서린이 임신한 걸 모른 채 부대에 복귀하고 캐서린은 출산을 위해 스위스로 향한다.
프레더릭은 밀라노로 보낸 편지들이 반송되자 캐서린을 만나기 위해 탈영한다. 리날디는 캐서린과 연락이 닿지 않았던 이유가 자신임을 밝히며 캐서린이 브리사고(Brissago)에 있다는 걸 알려준다.
프레더릭은 급히 브리사고로 가지만 캐서린은 제왕 절개 끝에 사산하고 프레더릭의 품안에서 사망한다.

## 출연
- 게리 쿠퍼 - 프레더릭
- 헬런 헤이스 - 캐서린
- 애돌프 만주 - 리날디
- 메리 필립스 - 퍼거슨
- 잭 러 루 - 신부

## 한국판 성우진(KBS)
- 유동현 - 프레더릭(게리 쿠퍼)
- 김정미 - 캐서린(헬런 헤이스)
- 장광 -  리발디(애돌프 만주)
- 이진화 - 퍼거슨(메리 필립스)
- 강구한 - 신부(잭 러 루)
- 임수아 - 수간호사(블랜치 프리더리시)
- 최옥희 - 간호사(메리 포브스)
- 김계원 - 소령(길버트 에머리)
- 조달호 - 의사 선생님(아고스티노 보가토)
- 유영환 - 군인(로버트 코테리오)
- 정동열 - 군인(헨리 아메타)
- 박홍식 - 군인(지노 코라도)
- 김양희 - 간호사(마르셀 코르데)
- 김정주 - 간호사(페기 커닝햄)
- 문관일 - 군인(프레드 말라테스타)